# Teodorico von Treyden
Teodorico von Treyden (o semplicemente Teodorico; XII secolo – 1219) è stato un religioso estone.
Fu il secondo missionario di cui si hanno notizie certe in Livonia dopo Meinardo di Riga, primo vescovo di Livonia.

## Biografia
Teodorico fu prima monaco cistercense che esercitava anche funzioni sacerdotali presso Turaida (1191–1202), primo abate del monastero di Daugavgrīva (1202–1211): fu poi nominato vescovo di Estonia tra il 1211 e il 1219 su nomina di Alberto di Buxhoeveden, vescovo di Riga. Verosimilmente, si ritiene che Teodorico abbia operato come missionario in Estonia già nel 1191.

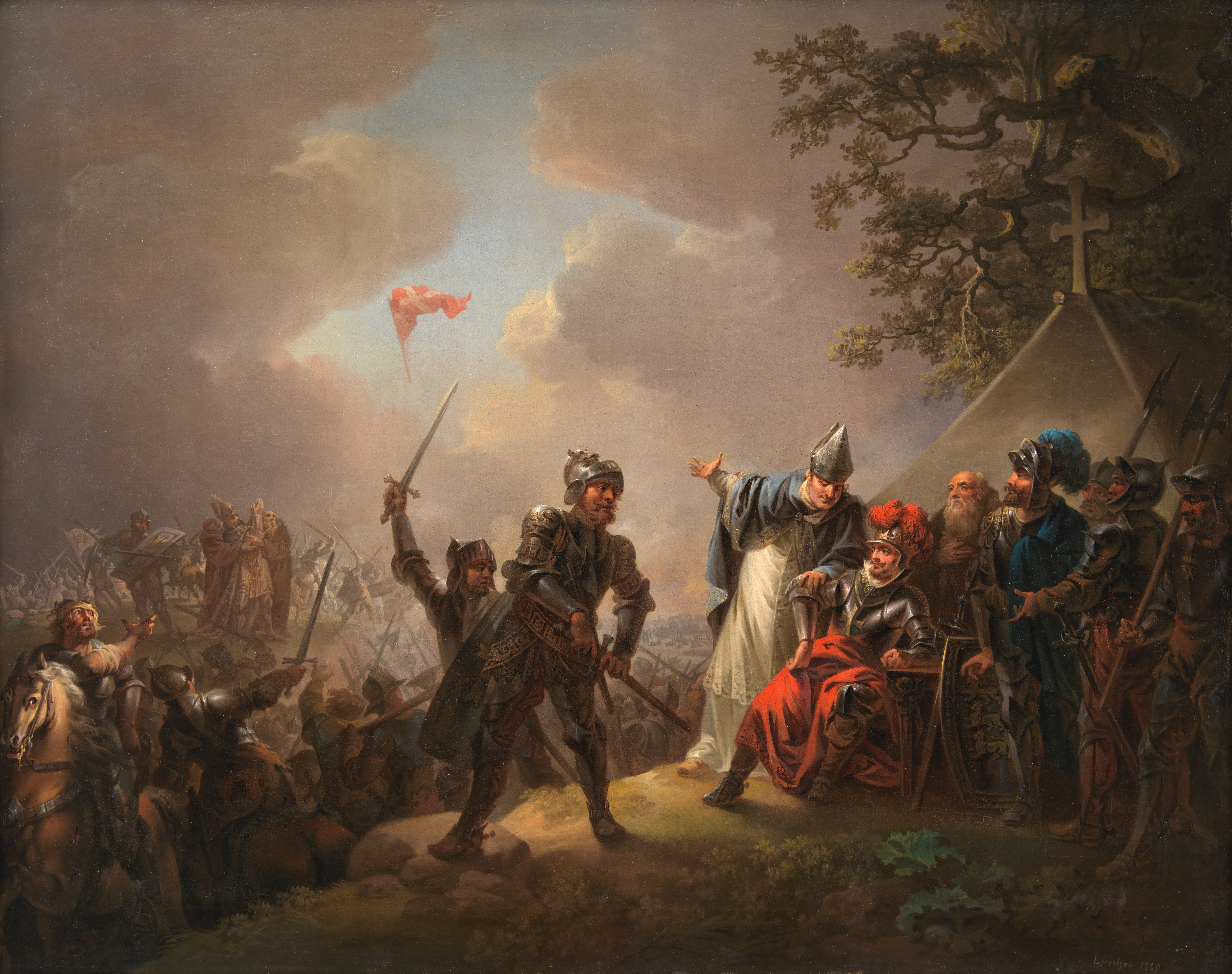
La battaglia di Lyndanisse del 1219 in un dipinto che rappresenta la discesa dal cielo (seconda la leggenda) della bandiera danese adottata da Valdemaro II di Danimarca

Teodorico fu ucciso dagli estoni nel 1219 nell’ambito della crociata livoniana (si ritiene durante la battaglia di Lyndanisse). Dopo la sua morte, il titolo "vescovo di Estonia" non fu più utilizzato, divenendo temporaneamente rimpiazzato dal "vescovo di Leal", prima che il territorio estone fosse ridiviso dopo qualche anno in diocesi.
Quelle poche informazioni di cui si dispone sulla vita di Teodorico, sono riscontrabili in documenti redatti in secoli successivi (per la verita pochi) e nelle Cronache di Enrico di Livonia.